# Endoflagelo
Os endoflagelos ou filamentos axiais são feixes de fibrilas que se originam das extremidades celulares e fazem uma espiral em torno da bactéria, porém não a cobre (saca-rolhas).
Os endoflagelos auxiliam a mobilidade em meios viscoso como muco e lamas. Estão localizados nos polos ou enrolados à volta da célula e imediatamente abaixo da membrana exterior. Presume-se que os endoflagelos rodem como os flagelos externos.
Apresentam como função promoverem a movimentação dos espiroquetas. Ex: Treponema pallidum (sífilis).